# Деобанди
Деобанди (урду, пушту и перс. دیوبندی‎) или деобандизм — исламское суннитское движение, возникшее в Британской Индии и в основном распространённое среди мусульман-ханафитов в странах Южной Азии, а также среди выходцев из этих регионов в странах Западного мира.

## История возникновения
Движение деобанди возникло в учебном заведении «Дар уль-Улюм Деобанд» в городе Девабанд в Британской Индии в 1867 году. Целью деобандизма была реформация мусульманского общества в рамках колониального государства, которым правили немусульмане. Его создателями были Мухаммад Касим Нанаутави и Рашид Ахмад Гангохи.

## Идеология
Отличительной особенностью деобандитов является пуританство и нетерпимость к представителям других течений в исламе. Например, имели случаи стычек между деобандитами и членами движения барелви, которые признают народные культы и суфийские обычаи. Также сторонники деобанди враждебны к шиитам, наиболее радикальные деобандиты считают их еретиками и отступившими от веры. Такое противостояние привело к тому, что в 1980-е — 1990-е годы в Пакистане разразилась война между боевыми группами деобандитов, барелвитов и шиитов.
В своей основе деобанди было антиколониальным движением. Так, в 1913 году его лидеры начали переписку с целью подготовки антибританского восстания.
Первое медресе для обучения мусульманской молодежи в духе деобанди было создано в Уттар-Прадеш в конце XIX века. К 1967 году в мире насчитывалось до 8000 таких медрессе, в основном в Индии, Пакистане, Бангладеш, Афганистане и Малайзии.

## Деобандийский терроризм
Деобандизм и деобандийский джихадизм, который проповедовали пакистанские исламские партии в лагерях афганских беженцев, стал идеологическим ориентиром для движения Талибан. Члены движения деобанди в годы советского вторжения в Афганистан сформировали экстремистскую организацию «Харкат-уль-Джихад-аль-Исламия», которая в настоящее время воюет за включение территории Кашмира в состав Пакистана.

## Список запрещенных деобандийских террористических организаций
1. Талибан [1][2]
2. Техрик-е Талибан Таджикистан
3. Техрик-е Талибан Пакистан
4. Таблиги Джамаат